# Dolichandra
Dolichandra es un género botánico con 8 especies de lianas pertenecientes a la familia Bignoniaceae.

## Descripción
Son plantas trepadoras con ramas cilíndricas delgadas. Hojas opuestas, 2-3-folioladas, foliolos 2, enteros, el terminal uno normalmente modificado en un zarcillo. Flores en cimas axilares. Cáliz espatáceas, la división en un lado. Corola tubular, rojo oscuro. Cápsula lineal.

## Taxonomía
El género fue descrito por Adelbert von Chamisso y publicado en Species Plantarum 1: 309. 1753. La especie tipo es: 

## Especies
- Dolichandra chodatii (Hassl.) L.G.Lohmann
- Dolichandra cynanchoides Cham.
- Dolichandra dentata (K.Schum.) L.G.Lohmann
- Dolichandra quadrivalvis (Jacq.) L.G.Lohmann
- Dolichandra steyermarkii (Sandwith) L.G.Lohmann
- Dolichandra uncata (Andrews) L.G.Lohmann
- Dolichandra unguiculata (Vell.) L.G.Lohmann
- Dolichandra unguis-cati (L.) L.G.Lohmann